# Вахрушев (посёлок городского типа)
Ва́хрушев (до 1946 года Томарикиси) — посёлок городского типа в Поронайском городском округе Сахалинской области России.
Население — 1441 чел. (2023).

## География
Посёлок расположен на юго-востоке острове Сахалин, в 8 км от побережья залива Терпения Охотского моря, в 230 км на север от Южно-Сахалинска. Вблизи посёлка расположена станция Вахрушев-Угольный Сахалинского региона Дальневосточной железной дороги.

## История
Основан в 1928 году как японское село Томарикиси (яп. 泊岸) (по другим данным, Томаригиситанко/Томарикиситанко; имеет место путаница с японским названием соседней Лермонтовки - Томаригиси) в связи с началом разработки угольного месторождения. В 1947 году после окончания второй мировой войны и включения южного Сахалина в состав СССР село было переименовано в посёлок Вахрушев, в честь бывшего министра угольной промышленности СССР Василия Вахрушева.
Со 2 октября 2006 года образовывал муниципальное образование «Городской округ Вахрушев», площадь которого составляла 90,56 км².
Законом Сахалинской области от 13 июля 2012 года № 79-ЗО, муниципальные образования «Городской округ Вахрушев» и «Городской округ Поронайский» преобразованы в муниципальное образование Поронайский городской округ.

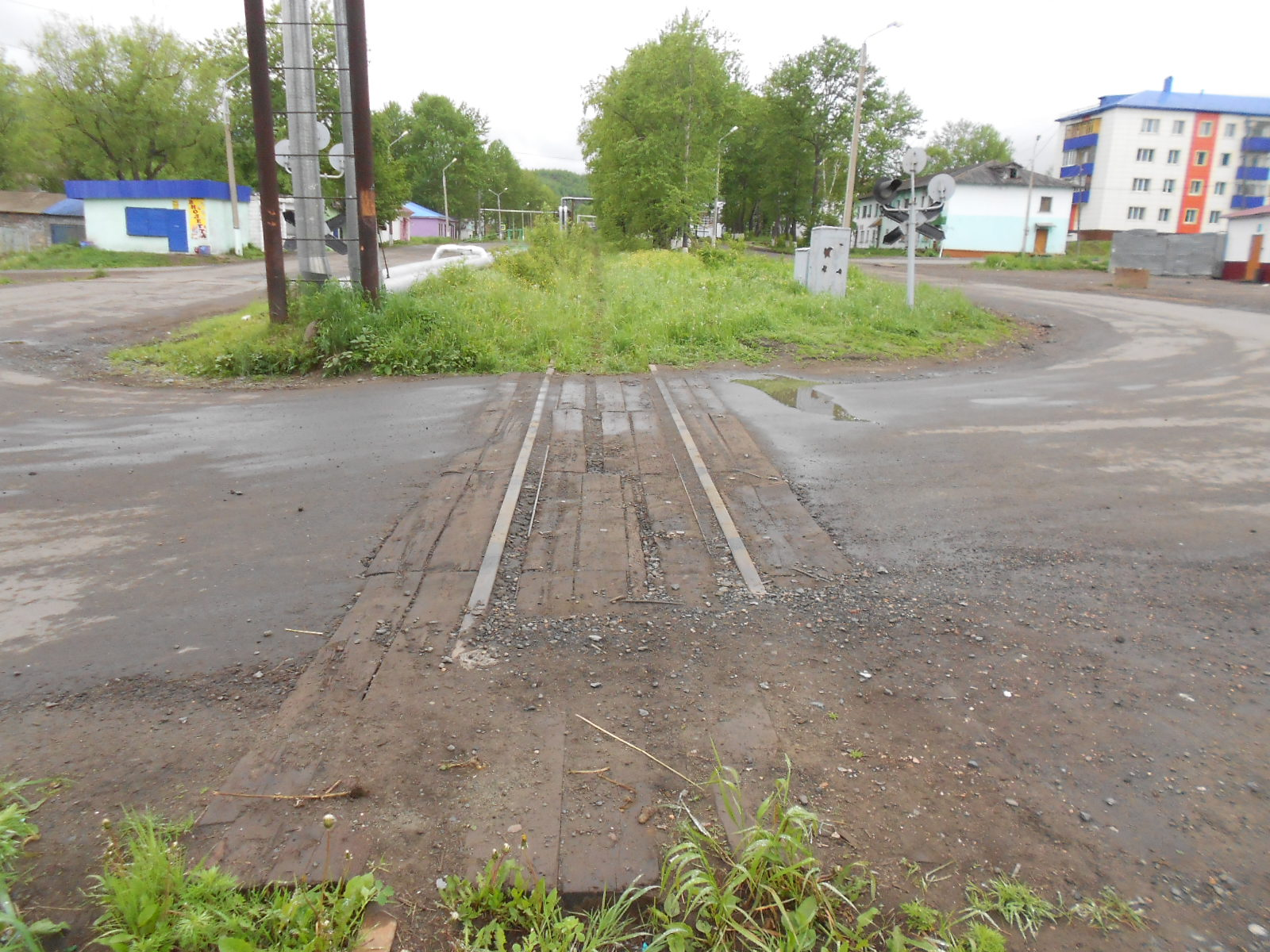
Железнодорожная линия в посёлке Вахрушев, действовавшая до 2010-х годов (фото 2016)

По закону Сахалинской области «Об административно-территориальном устройстве Сахалинской области» от 23.03.2011 с изменениями от 15.12.2011, Вахрушев имеет статус административно-территориальной единицы (поселка городского типа) в составе Поронайского района.

## Население
| 1959  | 1970  | 1979  | 1989  | 2002  | 2009  | 2010  |
| ----- | ----- | ----- | ----- | ----- | ----- | ----- |
| 8377  | ↘5373 | ↘4595 | ↘4351 | ↘3064 | ↘2625 | ↘2245 |
| 2011  | 2012  | 2013  | 2014  | 2015  | 2016  | 2017  |
| ↘2221 | ↘2140 | ↘2060 | ↘1986 | ↘1922 | ↘1892 | ↘1805 |
| 2018  | 2019  | 2020  | 2021  | 2023  |       |       |
| ↘1751 | ↘1722 | ↘1694 | ↘1515 | ↘1441 |       |       |

## Инфраструктура
В поселке располагаются: школа, почта, дом культуры, аптека, супермаркет и  пожарная часть. 

## Известные уроженцы
- Тацуя Хори (род. 1935) — японский политик. 13 и 14 губернатор Хоккайдо[англ.]. С 1995 года по 2003 год он занимал пост в течение двух сроков. Он был председателем правления университета Саппоро. Бывший директор Мемориального зала первопроходцев Хоккайдо[англ.] (ныне Музей Хоккайдо[англ.]). Приглашённый профессор Токийского сельскохозяйственного университета[англ.].